# مسطرة المنحنيات
مسطرة المنحنيات أو الحاني[بحاجة لمصدر] (French curve)  هي أداة لرسم المنحنيات يدويَّا، وعادة ما تصنع من البلاستيك أو الخشب أو المعدن.

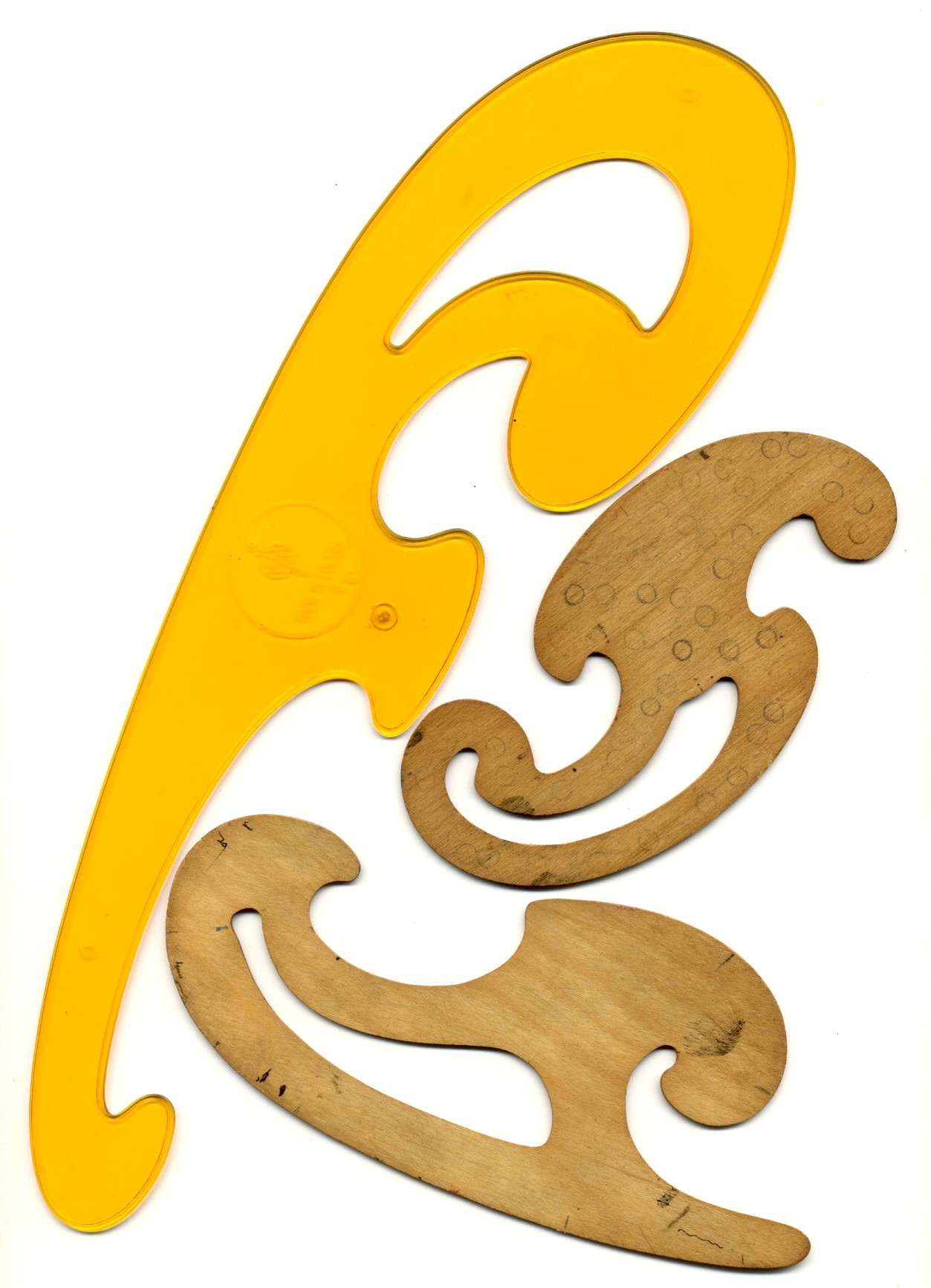
مسطرة المنحنيات

تم تطوير هذه الأداة من قبل عالم الرياضيات الألماني لودفيج بورمستر [الإنجليزية] (1840-1927). والتي تم استبدالها الآن إلى حد كبير من قبل برمجيات التصميم بمساعدة الحاسوب (CAD)، ولكنها لا تزال تستخدم من قبل الفنانين والحرفيين وفي تدريس الرسم اليدوي.
وهناك أداة أخرى لرسم المنحنيات وهو الشريط المرن. ويتم استخدامه بشكل خاص في تصميم القوارب.